# Kimie Tsukakoshi
Kimie Tsukakoshi (* 15. Mai 1999 in Sydney) ist eine australische Schauspielerin, Sängerin und Tänzerin.
Sie ist Tochter eines japanischen Vaters und einer singapurischen Mutter, neben Englisch spricht sie auch Japanisch. Tsukakoshi lebt in Sydney.

## Filmografie (Auswahl)
- 2009: H2O – Plötzlich Meerjungfrau (H2O: Just Add Water, Fernsehserie, Folge Sonne, Sand und mehr)
- 2016: Secret City (Fernsehserie, 4 Folgen)
- 2016: The Heart Guy (Fernsehserie, Folge Sterbehilfe)
- 2016–2019: The Family Law (Fernsehserie, 14 Folgen)
- 2017: The Virgin Intervention (Fernsehfilm)
- 2017: Rip Tide (Kinofilm)
- 2017: The Other Guy (Fernsehserie, Folge The Dots)
- 2017: Zelos (Kinofilm)
- 2017: Wellness White Girl Warrior (Miniserie, 1 Folge)
- 2018–2021: Club der magischen Dinge (The Bureau of Magical Things, Fernsehserie, 40 Folgen)
- 2021: Great White (Kinofilm)
- 2021: Miss Fishers neue mysteriöse Mordfälle (Ms Fisher’s Modern Murder Mysteries, Fernsehserie, 1 Folge)
- 2023: NCIS: Sydney (Fernsehserie, 1 Folge)

## Theater und Musical (Auswahl)
- 2007: Cats als Victoria (Harvest Rain Theatre Company)
- 2008: A Midsummer Night’s Dream als Fairy (Harvest Rain Theatre Company)
- 2010: Miss Saigon als Kim (Ignations Musical Society)
- 2012: Miss Saigon als Kim (Savoyards Musical Society)
- 2016: Hanako: Desire and other secret weapons als Hanako (Belloo Creative)
- 2018: Nearer the Gods als Mary Halley (Queensland Theatre)
- 2018: The Dead Devils of Cockle Creek als Destinee Lee (La Boite Theatre Company)
- 2021: Death of a Salesman als Jenny/Letta (Sydney Theatre Company)

## Auszeichnungen
- 2016: Nominierung für den Matilda Award als beste Schauspielerin in Hanako: Desire and Other Secret Weapons[3]
- 2017: Gewinnerin des Equity Ensemble Award für den besten Cast im Genre Komödie in The Family Law[4]
- 2018: Gewinnerin des Equity Ensemble Award für den besten Cast im Genre Komödie in The Family Law[4]
- 2018: Gewinnerin des Rising Star Awards beim Casting Guild of Australia Award[3][5]
- 2018: Nominierung für den Matilda Award als beste Nebendarstellerin in Nearer The Gods[6]